# Kusadak
Kusadak (cyr. Кусадак) – wieś w Serbii, w okręgu podunajskim, w gminie Smederevska Palanka. W 2011 roku liczyła 4886 mieszkańców.